# Amblyscirtes carolina
The Carolina Roadside Skipper (Amblyscirtes carolina) là một loài bướm ngày thuộc họ Hesperiidae. Nó được tìm thấy ở tây nam Virginia, phía nam đến South Carolina, phía tây đến miền bắc Mississippi. There are disjunct populations in Delaware, miền nam Illinois và northwest Arkansas.
Sải cánh dài 29–37 mm. Con trưởng thành bay từ tháng 4 đến tháng 9. Có ba lứa một năm.
Ấu trùng có thể ăn Arundinaria tecta. Adults feed on flower nectar of sweet pepperbush, swamp milkweed, cinquefoil, wild strawberry, blackberry và ironweed.